# Julian Strøm
Julian Tidemann Strøm, född 24 februari 1901, död 7 oktober 1992 i Oslo, var en norsk skådespelare och teaterchef. Han är känd som förkämpe för den norska dockteatern.

## Biografi
Strøm var son till konstsmeden Julius Strøm och dennes hustru Marie Kristine. Julian Strøm växte upp i Kristiania och utbildade sig till skådespelare. Han var elev vid Nationaltheatret och debuterade på den privata teatern Mayol 1920. I början av 1920-talet var han engagerad vid Stavanger teater där han bland annat satte upp Veslefrikk med fela med barn i alla rollerna. Han flyttade senare tillbaka till Oslo där han anslöt sig till konstnärskolonin på Ekeberg. På 1930- och 1940-talen anordnade han uppläsnings- och kulturkvällar. Han bedrev också egen enmansteater med stöd från kyrkan och undervisningsdepartementet och senare också i turnésamarbeten med Riksteatret. Mellan 1953 och 1959 var han chef för Folketeatrets dockteater, vilken blev en plattform för Strøm att utveckla sina idéer. Dockteatern var vid denna tid närmast okänt i Norge och Strøms mål var att den skulle bli en erkänd konstform. När Folketeatret slogs samman med Det Nye Teater 1959 och bildade Oslo Nye Teater flyttade han med dit. Hans dotter Birgit Strøm tog över ledningen.
Vid sidan av teatern deltog Strøm i en rad dockteaterföreställningar och äventyrsserier för NRK:s barn- och ungdomsavdelning genom det som kallades Julian Strøms Dukketeater. Han var också aktiv filmskådespelare och debuterade 1921 i Rasmus Breisteins Felix. Efter denna gick det mer än 50 år innan han 1973 medverkade i rollen som Johannes Bakken i Per Bloms Anton. Rollen gav honom utmärkelsen "Den gyllene räkan" vid filmfestivalen i Drøbak samma år. Han gjorde ytterligare några filmroller under 1970-talet. År 1978 mottog han Kungens förtjänstmedalj i guld.
Julian Strøm var från 1927 gift med läraren Selma Hanna Johnsgård (1901–1989). Han var far till Birgit Strøm.

## Filmografi
- 1921 – Felix
- 1973 – Anton
- 1975 – Hustrur
- 1976 – Resan till julstjärnan
- 1979 – Mareritt ved midtsommer (TV-film)